# Félix Brun
Pour les articles homonymes, voir Brun.
Félix Brun est un homme politique français né le 18 décembre 1896 à Salindres (Gard) et décédé le 24 octobre 1964 à Saint-Cloud (Hauts-de-Seine).

## Biographie
Fils d'ouvrier, Félix Brun commence sa carrière comme emballeur de soierie. 
Soldat au 255e régiment d'infanterie, il est gravement blessé à la bataille de Verdun, dans le secteur de secteur de la Côte-du-Poivre, et amputé des deux jambes. 
Il devient ouvrier fraiseur. 
Il adhère à l'Association républicaine des anciens combattants et victimes de guerre (ARAC), dont il devient secrétaire pour le Rhône puis président national en 1938. Il donne également son adhésion au Parti communiste en février 1921.
En 1934, il est conseiller général du Rhône et député du Rhône de 1936 à 1940, inscrit au groupe communiste. 
Ayant rejoint le groupe ouvrier et paysan français créé pour remplacer le groupe communiste parlementaire dissous, il est arrêté le 8 octobre 1939, déchu de son mandat le 21 janvier 1940, et condamné le 3 avril 1940 par le 3e tribunal militaire de Paris à 4 ans de prison avec sursis, 5 000 francs d'amende et 5 ans de privation de ses droits civiques et politiques pour avoir concouru à « propager les mots d'ordre émanant de la  IIIe Internationale ».
Il est incarcéré au château de Baillet puis à l'île d'Yeu, avant d'être transféré à la prison de la Santé. En octobre 1940, il quitte cette prison pour le sanatorium d'Aincourt et n'est libéré que le 26 février 1941, en raison de ses infirmités.
À la Libération, il est président du comité départemental d'épuration du Rhône. 
Il est conseiller municipal de Lyon de 1945 à 1949 et conseiller général du Rhône de 1945 à 1951. 
Il retrouve également la présidence nationale de l'ARAC et devient vice-président de l'Union française des anciens combattants.